# Spoorlijn Saint-Léonard - Fraize
De spoorlijn Saint-Léonard - Fraize is een voormalige spoorlijn in de Franse Vogezen en loopt van Saint-Léonard naar Fraize via het dal van de Meurthe. De lijn was 7,5 km lang en heeft als lijnnummer 064 000. Voorheen heeft de lijn de nummers 185 SNCF-nummering of 184 nummering Est gehad.

## Geschiedenis
De lijn werd op 3 december 1876 geopend en in gebruik genomen door de Compagnie du Chemin de fer des Vosges. Tussen 1883 en 1936 was de Compagnie des chemins de fer de l'Est de exploitant en hierna de SNCF. Het gedeelte tussen Anould en Fraize werd in 1988 gesloten, gevolgd door het gedeelte tussen Saint-Léonard en Anould in 2005.

## Aansluitingen
In de volgende plaats was er een aansluiting op de volgende spoorlijn:
Saint-Léonard
RFN 062 000, spoorlijn tussen Arches en Saint-Dié